# Francisco Arce
Francisco Arce (født 2. april 1971) er en tidligere paraguayansk fodboldspiller.

## Paraguays fodboldlandshold
| Paraguays landshold | Paraguays landshold | Paraguays landshold |
| År                  | Kmp                 | Mål                 |
| ------------------- | ------------------- | ------------------- |
| 1995                | 5                   | 0                   |
| 1996                | 5                   | 1                   |
| 1997                | 12                  | 0                   |
| 1998                | 11                  | 2                   |
| 1999                | 5                   | 0                   |
| 2000                | 4                   | 0                   |
| 2001                | 6                   | 1                   |
| 2002                | 8                   | 1                   |
| 2003                | 4                   | 0                   |
| 2004                | 1                   | 0                   |
| Total               | 61                  | 5                   |